# Budynek przy ul. Dybowskiej 15 w Toruniu
Budynek przy ul. Dybowskiej 15 w Toruniu – część dawnej stacji dworca kolejowego wzniesionego około 1861 roku, jeden z najstarszych istniejących budynków szkieletowych w Toruniu. Budynek wpisany jest do gminnej ewidencji zabytków (nr 2184).

## Historia i architektura
Budynek został wzniesiony wraz z innymi budynkami Dworca Toruń Główny (Hauptbahnhof Thorn), jako budynek mieszkalny dla urzędników kolejowych. Został wybudowany po zachodniej stronie, dziś nieistniejącego, głównego budynku dworcowego, wzdłuż peronu. Budynek ma wysokość dwóch, ale bardzo niskich kondygnacji, co podyktowane było specjalnymi warunkami narzuconymi przez wojskowe władze Twierdzy Toruń; zabudowania kolejowe znajdowały się na terenie umocnień wojskowych. Z powodu powyższych zaostrzeń wynikał również wybór konstrukcji ryglowej w jakiej wniesiono budynek. 
Budynek utrzymany był tzw. stylu szwajcarskim lub uzdrowiskowym często stosowanym dla małych dworców kolejowych wznoszonych w 2. połowie XIX wieku. Konstrukcja ryglowa wypełniona była cegłą. Drewniane detale zwieńczeń, ram okiennych i drzwiowych posiadały bogato rzeźbiony detal charakterystyczny dla tego typu obiektów. Budynek od frontu dwuosiowy, był podpiwniczony i pokryty dachem dwuspadowym a cześć ryzalitu zachodniego również pokryta była dachem dwuspadowym o kalenicy prostopadłej do głównej.  
Od wschodniej strony do budynku przylegał budynek gospodarczy wraz z ubikacją. We wschodniej części budynku znajdowało się boczne wyjście na podwórze. W kolejnych latach budynek został przebudowany, pomieszczenia mieszkalne podzielone i wydzielono sanitariaty wewnątrz budynku głównego.       